# 加茂荘花鳥園
加茂荘花鳥園（かもそうかちょうえん）は、静岡県掛川市原里にある庭園兼ナーセリー（花き栽培園）。江戸時代中期の庄屋屋敷（加茂荘）、アジサイを中心とした展示温室、広大なハナショウブ園を中心に構成される施設である。
1957年（昭和32年）に「加茂花菖蒲園」として加茂元照により創設。2014年（平成26年）8月1日に加茂荘花鳥園に名称変更。
2024年（令和6年）12月から休園。2025年（令和7年）1月23日、運営を行う加茂株式会社が東京地裁より破産開始決定を受けた。その後、創業家の加茂園主が個人事業主として事業を引き継ぎ、運営の方策を探っている段階であり、2025年5月から6月22日までの予定で開園、来期以降の開園は未定としている。

## 花菖蒲園
4月下旬から6月末頃の開花シーズン中、約10,000m2の敷地に1500品種100万株の花菖蒲を見ることができる。
同敷地内に約3,000m2の多目的温室があり、アジサイ、球根ベゴニア、ストレプトカーパス等が栽培されている。温室内で植物を鑑賞しながら喫茶・食事を楽しむこともできる。

## 加茂荘
桃山時代から続く当地の豪農・庄屋であった加茂家の屋敷で、花菖蒲園の公開期間以外でも内部を観覧できる。現在の建物は江戸時代中期のものとされ、保存状態がよく、映画、アニメ等のロケ地としても使用されている。

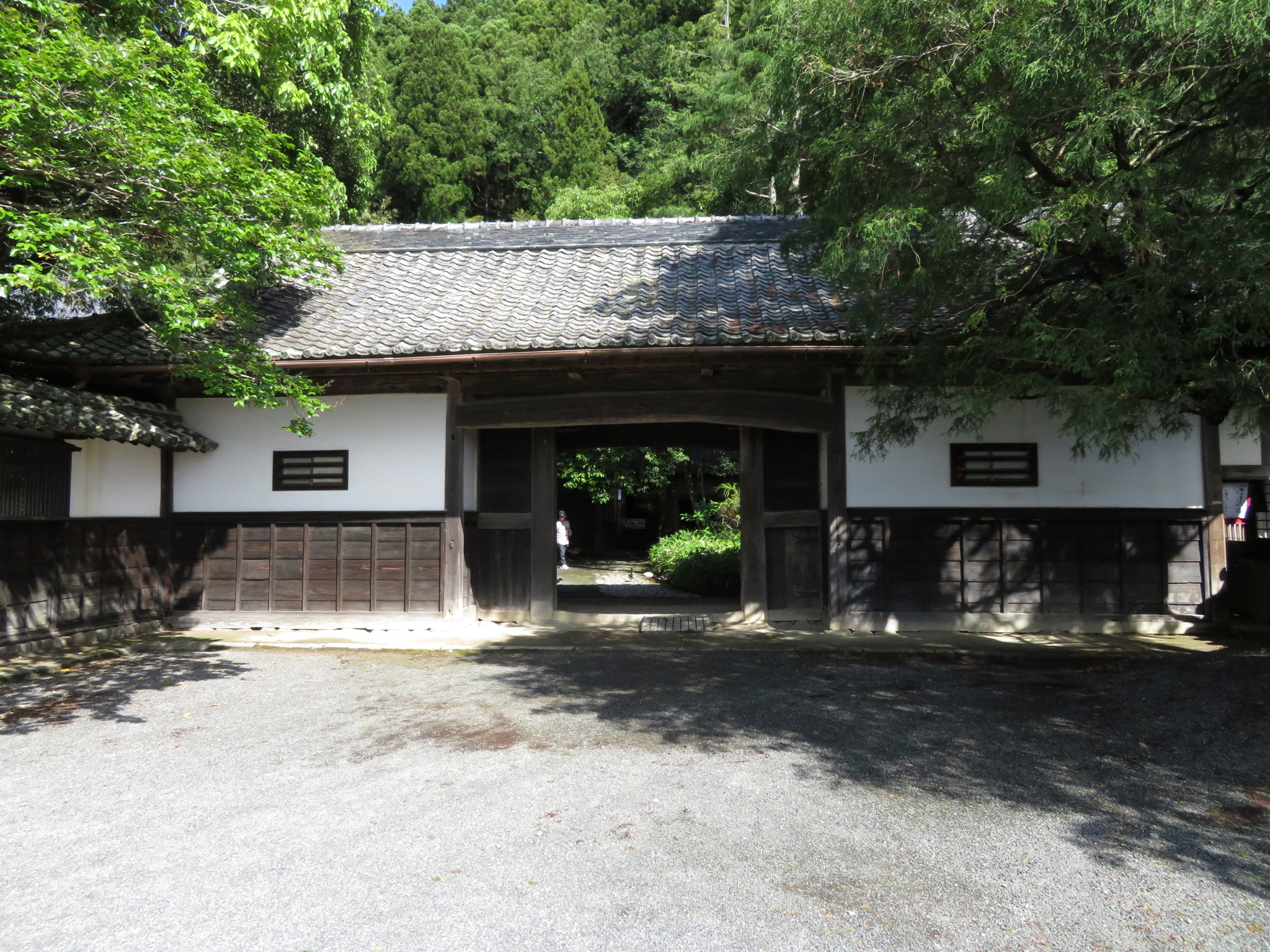
庄屋屋敷 門
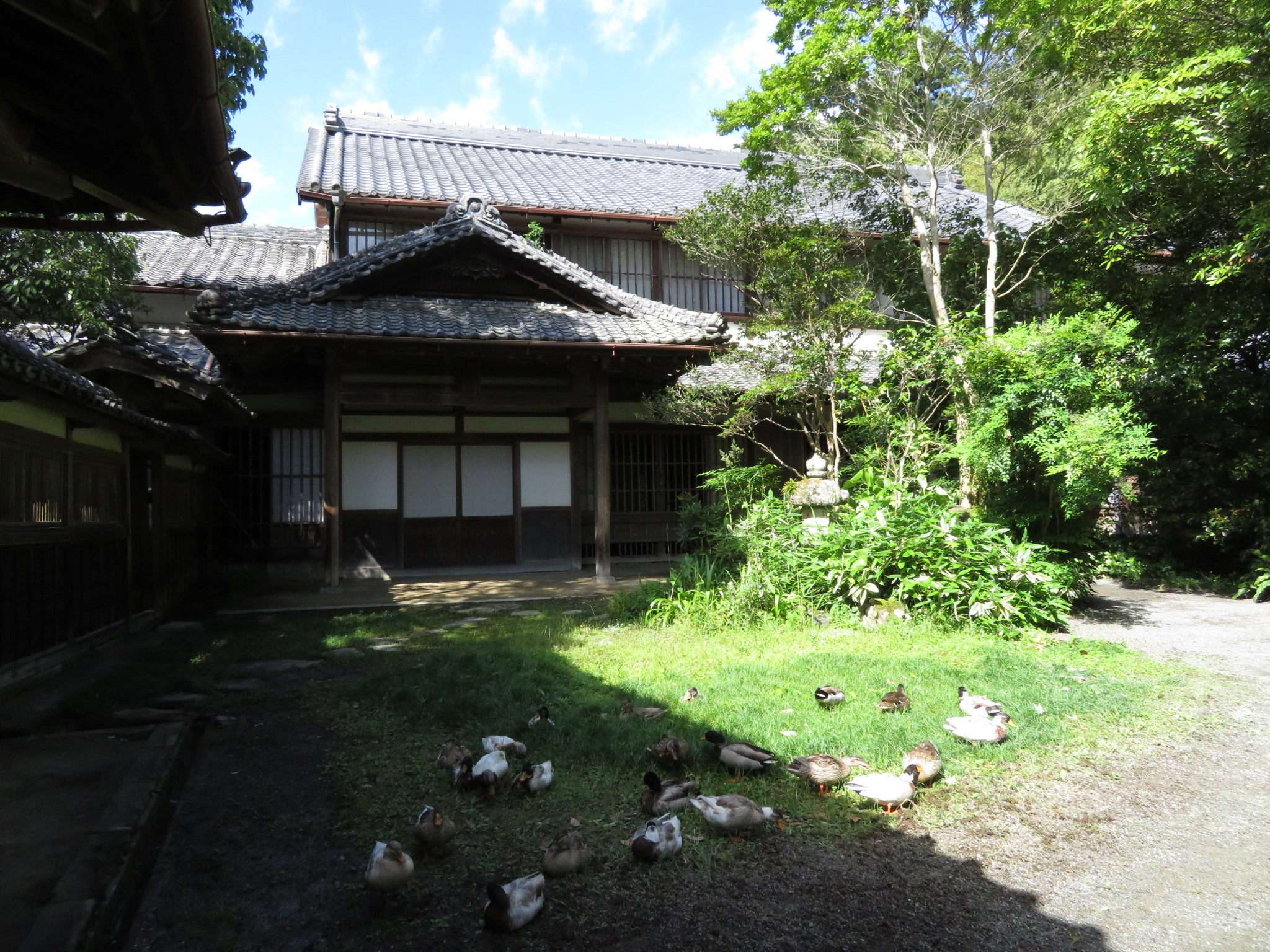
庄屋屋敷 門内
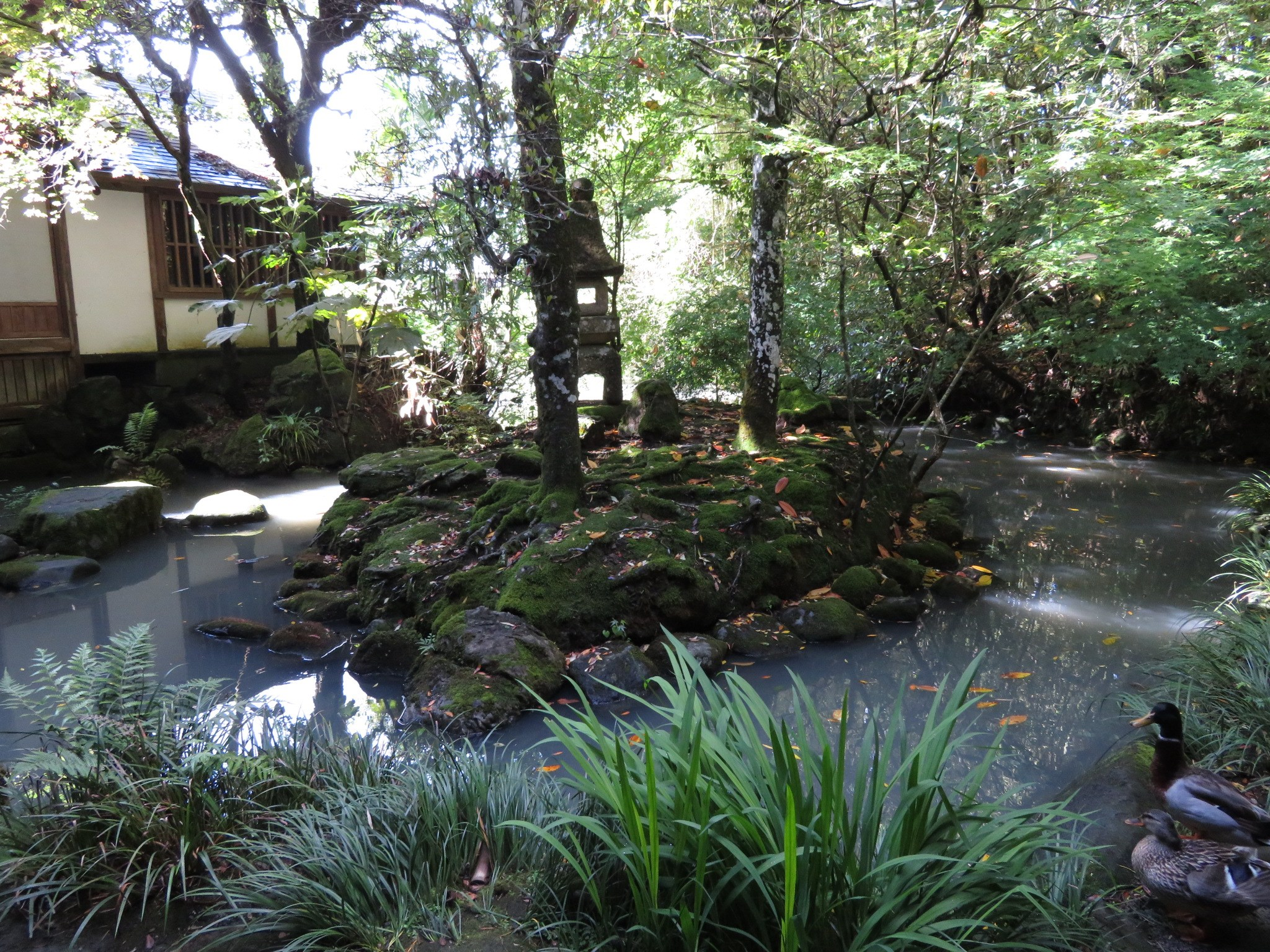
庄屋屋敷 池

### 加茂荘を舞台とした作品
- 『雷桜』[5] - 映画、2010年。
- 『百合子、ダスヴィダーニヤ』[5] - ノンフィクション映画、2011年。
- 『氷菓』[6] - テレビアニメ、2012年。

## 交通
- 鉄道
  - 天竜浜名湖鉄道天竜浜名湖線
    - 原田駅から徒歩15-20分
    - 原谷駅から送迎バスが運行されている。

## 加茂グループの他関連施設
- 富士花鳥園